# Claus-Dieter Wollitz
Claus-Dieter Wollitz, (Brakel, 19 juli 1965) is een Duits voormalig voetballer en huidig voetbalcoach.

## Carrière
Wollitz was als actief voetballer een offensief ingestelde middenvelder en hij speelde in de Bundesliga voor Schalke 04, toen hij door Bayer Leverkusen overgenomen werd. Daar was Rinus Michels zijn coach, maar de Nederlander gebruikte Wollitz het gehele seizoen niet. Het seizoen erna trok hij naar VfL Osnabrück, waar hij gedurende vier jaar een belangrijke spil was op het middenrif. Hij speelde nog bij landelijk bekende clubs Hertha BSC, VfL Wolfsburg en 1. FC Kaiserslautern, voor Wollitz besloot bij KFC Uerdingen 05, 1. FC Köln en ten slotte TuS Lingen te gaan spelen. Onder leiding van trainer-coach Ewald Lienen won hij in het seizoen 1999-2000 de titel met 1. FC Köln, waardoor de club terugkeerde in de hoogste afdeling van het Duitse voetbal, de Bundesliga. Bij TuS Lingen beëindigde hij in 2002 zijn spelerscarrière.
In 2003 werd de voormalige middenvelder als hoofdtrainer aangesteld van zijn oude club KFC Uerdingen 05. Daar was hij verantwoordelijk voor het nestelen in de middenmoot en daarop vertrok hij naar VfL Osnabrück, opnieuw een oude bekende. Na de degradatie uit de 2. Bundesliga in 2009 verkaste Wollitz naar Energie Cottbus. Op 1 januari 2012 keerde hij terug bij VfL Osnabrück, dat nog steeds in de 3. Liga speelde. Hij tekende voor drie jaar en na verloop van tijd werd hij ook aangesteld als technisch directeur. Onder Wollitz speelde Osnabrück een stabiel seizoen en de club eindigde als derde. Het seizoen erna ging iets minder goed en na een nederlaag tegen Arminia Bielefeld op de voorlaatste speeldag maakte Wollitz zijn aftreden bekend. Assistent Alexander Ukrow zou de honneurs tijdelijk gaan waarnemen.
In het seizoen 2013/14 was Wollitz hoofdtrainer van Viktoria Köln.